# اسکریبونیا (همسر آگوستوس)
اسکریبونیا (انگلیسی: Scribonia; ca. 70 BC – AD 16 (aged ca. 86)) دومین همسر آگوستوس امپراتور روم باستان بود. او مادر تنها فرزند خونی او جولیای بزرگ بود.